# Escala de Evaluación Familiar de Carolina del Norte
La Escala de Evaluación Familiar de Carolina del Norte (NCFAS, por sus siglas en inglés) mide el funcionamiento familiar desde la perspectiva del trabajador más involucrado con la familia. Guía a los profesionales para tomar una decisión sobre si se deben tomar medidas. Para ello, los profesionales califican a una familia de -3 a +2 en una variedad de áreas del funcionamiento familiar, donde una puntuación negativa significa que existe una razón legal o ética para intervenir.

## Historia
El NCFAS original fue desarrollado en 1998 por el Dr. Ray Kirk de la Universidad de Carolina del Norte-Chapel Hill. El NCFAS tiene una calificación "A" en el CBEBC.

## Variantes
Existen diferentes variantes de la Escala de Evaluación Familiar de Carolina del Norte.
- NCFAS: Escala de Evaluación Familiar de Carolina del Norte. Está diseñada para usarse en entornos de respuesta diferencial. Fue desarrollado para casos de servicio a familias de alto riesgo.

- NCFAS-G: Escala de Evaluación Familiar de Carolina del Norte para Servicios Generales. Está pensada como una herramienta de evaluación familiar de base amplia que se puede utilizar con todos los programas de agencia.

- NCFAS-R: Escala de Evaluación Familiar de Carolina del Norte para Reunificación. Su objetivo es ser una herramienta para ayudar a determinar el riesgo de colocación fuera del hogar o de reunificación exitosa para una familia en el contexto de las fortalezas y problemas familiares.

- NCFAS-G+R  Escala de Evaluación Familiar de Carolina del Norte para Servicios Generales y Reunificación. La escala combinada está destinada a agencias que brindan una amplia variedad de servicios tanto para familias intactas como para familias en reunificación.

## Aplicaciones
La NCFAS y sus variantes se utilizan en el servicio directo y como herramienta de evaluación para valorar el funcionamiento familiar. Se utiliza en todo el mundo, particularmente en Estados Unidos, Australia, América Latina y Reino Unido.